# Phkoam (gmina)
Phkoam – gmina (khum) w północno-zachodniej Kambodży, w zachodniej części prowincji Bântéay Méanchey, w dystrykcie Svay Chék. Stanowi jedną z 8 gmin dystryktu.

## Miejscowości
Na obszarze gminy położonych jest 11 miejscowości:
- Phkoam
- Yeang Vien
- Yeang
- Ampil
- Ou
- Prasat Vien
- Ta Duol
- Svay Sa
- Mau
- Thma Koul
- Ta Kul